# Макрин
Марк Опе́ллий Макри́н (лат. Marcus Opellius Macrinus; ок. 164, Кесария Мавретанская — июнь 218, Каппадокия) — римский император в 217 — 218 годах.

## Восхождение к власти
Макрин родился в Кесарии Мавретанской (совр. Шаршал, Алжир) около 164 года. По этой причине некоторые современники называли его мавром, хотя он в действительности был чистокровным римским гражданином и происходил из сословия всадников. Получив юридическое образование (хотя «История Августов» утверждает, что он был гладиатором и получил звание юриста при помощи своего вольноотпущенника, но это неправда), Макрин служил в самом Риме; уже во время первого судебного заседания, будучи адвокатом, обратил на себя внимание всесильного префекта претория Плавциана. Это случилось в правление Септимия Севера.
Плавциан сделал Макрина управляющим своими частными имениями. Падение и убийство Плавциана затронули и некоторых его помощников, но Макрину повезло. По счастливому случаю ему удалось найти могущественного покровителя в лице Фабия Цилона, и Макрин получил очень важную должность руководителя почтового ведомства на Фламиниевой дороге. Затем сам император Каракалла назначил его прокуратором своих собственных имений, а после казни префекта претория Папиниана в 212 году Макрин занял его место вместе с Марком Оклатинием Адвентом.
В 216 году Макрин принял участие в парфянском походе Каракаллы. В большинстве дошедших до нас письменных показаний написано, что именно Макрин готовил покушение на Каракаллу. В его руки случайно попало письмо префекта Рима Флавия Матерниана, в котором говорилось, что императору грозит опасность от Макрина. Префект претория скрыл это письмо и договорился о дальнейших действиях с двумя трибунами преторианцев. Макрин заверил Марциаллиса, что его защитят он и два трибуна. И вот, 8 апреля 217 года у города Карры Каракалла был убит своим стражем Марциаллисом.

## Правление
Макрин первым подбежал к убитому императору и испустил отчаянный крик. Марциаллис пытался бежать, но был сразу убит придворной стражей Каракаллы — и никто не подозревал Макрина, потому что у Марциаллиса были свои причины ненавидеть Каракаллу — несколькими днями ранее император отказал ему в звании центуриона. С 8 по 11 апреля в лагере в Эдессе солдаты решали — кого выбрать новым императором: Адвента или Макрина. Все склонялись на сторону Адвента. И тогда тот сказал: «Всем известно, что власть должна достаться мне, я ведь старше и опытнее Макрина, и именно по причине возраста я и уступаю ему место». Таким образом остался один кандидат — Макрин. Он сначала отказывался, но солдаты дружно прокричали его имя, и 11 апреля 217 года Макрин стал императором. В письме к сенату Макрин сообщил, что армия провозгласила его императором и клялся, что в его правление будет царить мир и порядок, что не прольется кровь римлянина, что он ничего не предпримет без согласия советников. Девятилетний сын Макрина, Диадумен был провозглашен цезарем и предводителем молодёжи. Таким образом Макрин заложил основы новой династии. Он дал своему сыну фамилию Антонин — подчёркивая преемственность с такими великими римскими императорами как Адриан, Антонин Пий и Марк Аврелий и привлекая на свою сторону солдат, привязанных к Каракалле. По этой причине Макрин не стал осуждать своего предшественника, но и не намекал о своём желании обожествить его.
Вскоре скончалась мать Каракаллы — Юлия Домна, успев причинить неприятности Макрину. Она плела интриги против него, не ответила на соболезнование в письме Макрина, а также подбивала своих солдат устроить на императора покушение. Макрин решительно отреагировал на происки Домны. Он повелел ей покинуть дворец в Антиохии и выбрать другое место жительства по вкусу, но теперь она станет просто богатой гражданкой без императорских почестей. Юлия Домна сильно переживала и умерла от рака груди.
Первые действия Макрина в роли правителя были разумными и справедливыми. Он амнистировал лиц, осужденных за оскорбление императорского величества и запретил впредь такие процессы. Кроме того, Макрин восстановил прежний размер удвоенного Каракаллой налога за выкуп из рабства, за наследство и некоторые другие. Зато кадровая политика нового императора подвергалась критике. Утверждали, что Макрин ставит на ответственные должности недостойных и нерасторопных людей. Сенаторов возмущало, что Адвент был назначен префектом Рима, хотя он не прошёл положенных для этого ступеней службы и ни разу не был консулом. Возможно, этой должностью Макрин наградил Адвента за отказ от власти. Сам император не мог приехать в Рим, ему приходилось охранять восточную границу от вторжения парфян. В 217 году большая парфянская армия вторглась в Месопотамию во главе с царем Артабаном V. Макрин был разбит в битве при Нисибисе и заключил невыгодный договор, выплатив 50 000 000 сестерциев контрибуцией. Но на римских монетах появилась надпись Victoria Parthica — Парфянская Победа. В войне с армянами император также не добился никаких успехов.
Теперь Макрин выбрал для проживания Антиохию, вёл неторопливую жизнь и не обременял себя государственными делами. Недоброжелатели язвили, что большую часть времени император выращивает бороду и прогуливается с друзьями. В этом видели желание Макрина подражать Марку Аврелию. Люди посмеивались над попытками бесталанного правителя походить на великого императора. Макрин и в самом деле охотнее посидел бы в цирке на каком-нибудь представлении. Кроме того, император любил долго одеваться и выбирать красивую одежду. Такой образ жизни раздражал легионеров, идеалом которых был Каракалла — энергичный, вечно в заботах об армии. Возмущались и солдаты на дальних рубежах, так как Каракалла готовил поход против парфян и обещал богатые трофеи. И теперь они чувствовали себя обманутыми и хотели вернуться в родные края, но Макрин продолжал держать войска у восточных границ — надеясь, что ситуация разрядится сама собой. По этой причине Макрин не хотел возвращаться в столицу. И ещё он сделал неудачный ход. Макрин объявил, что новобранцы будут получать жалованье как при Септимии Севере, которое было меньше в несколько раз, чем во времена Каракаллы. Возможно, Макрин понимал недовольство, которое он вызывал — и приказал обожествить Каракаллу. Покойного императора признали богом и построили в честь него храм, где приносились жертвы.

## Смерть

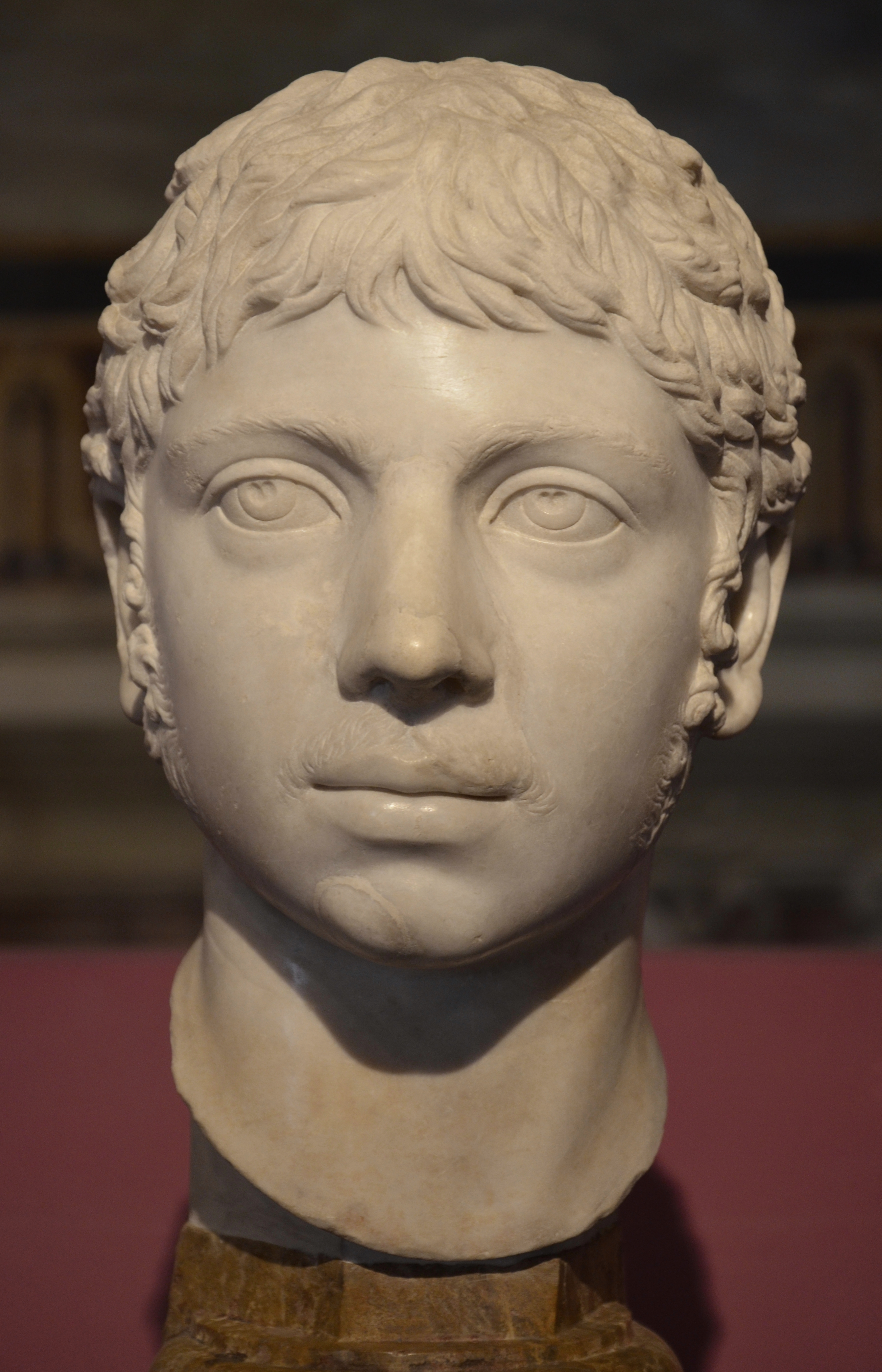
Гелиогабал, наречённый сыном Каракаллы

В мае 218 года по стране прокатилась весть: в городе Эмесе появился легальный наследник Каракаллы, его сын. Не прошло и месяца, как Макрина с его защитниками разгромили. Всеми оставленный, он был вынужден бежать, переодевшись в простого солдата. Макрин хотел добраться до Рима кружным путём, через Малую Азию, но был схвачен в Халкедоне и отправлен обратно в Антиохию — на простой телеге, как обычный преступник. По дороге он узнал, что убит его сын, Диадумен, которого он месяц назад сделал Августом, своим равноправным соправителем. Юноша пытался сбежать в Парфию, но был пойман и убит. Узнав об этом, Макрин попытался свести счёты с жизнью, бросившись с телеги, проезжавшей по горной тропе, в пропасть. Однако сумел только упасть на обочину, сломав себе ключицу. Вскоре его убил какой-то центурион, и тело Макрина лежало у дороги непогребённым, чтобы его мог увидеть новый император — Гелиогабал.

## Память
Макрин стал персонажем исторического романа Антонина Ладинского «В дни Каракаллы» (1961) и фильма «Гладиатор 2»,где его сыграл Дензел Вашингтон.